# 天津美租界
天津美租界（英語：American concession in Tianjin）是1860年美国随同英国在天津强划租界後，也在英租界南面相邻自行设立的租界。东临海河，西至海大道（今大沽路），北以博目哩道（今彰德道）和英租界毗邻，南接开封道。
与天津其他租界不同，天津美租界最初划定時，並没有留下任何划界契約、公告等法律文书性质的官方纪录。因此，其合法性曾引发外交纠纷。又天津美租界設立以來，因美國南北战争，一直無法獲得政府批准；1880年，美國領事以「日後有權恢復行政管理」為前提歸還租界，並由天津海關代管。1896年，美國再次聲明放棄租界管理權，但是清政府没有回应。1902年，美方私自将租界转让，和天津英租界合并。天津美租界共存在了40余年。

## 歷史

### 设立
1860年，英、法两国组成联军攻占天津和北京后，要求清政府续订条约的时候，美国与俄国共同作为居间调停人。《北京条约》签订后，英国和法国相继在天津划分了各自的租界。清政府为了表示不歧视美国，主动在英租界的南面划出一片土地，作为美国在天津的租界。
在1860年和1869年的美国外交文件中，都曾提及过在天津的美租界，也提到过美租界建立的时间。但1896年10月18日，美国国务卿理查德·奥尔尼在给驻华公使田夏礼的外交公函中予以否认，称：“没有记录表明，美国实际上（在天津）曾经划分过租界。”。

### 廢除
与其他国家租界由本国领事管辖不同，天津开埠的前十年，美国领事都由商人兼任，没有职业外交官专任领事。由于在天津的美国侨民较少，美国政府还曾聘用非美国人在领事馆任职，先后有英、法、荷、俄国公民曾担任美国驻津副领事。直到1871年，美国国会才批准任命美国职业外交官担任专职驻津领事。